# Liste der Deutschen Meister Naturtonklasse
Die Naturtonklasse ist eine Wertungsklasse bei den Deutschen Meisterschaften des Bundesverbandes der Spielmanns-, Fanfaren-, Hörner- und Musikzügen e. V. (Akronym: DBV). Diese Bundesmeisterschaft findet alle zwei Jahre am Pfingstwochenende statt. Der punktbeste Verein erhält den Titel „Deutscher Meister“.

## Klasseneinteilung
Die Naturtonklasse des DBV unterteilte sich von 1971 bis 1992 und seit 2008 wieder in die „Naturtonklasse traditionell“ sowie in die „Naturtonklasse erweitert“. In beiden Klassen sind ausschließlich Musikzüge, die auf Naturtrompeten musizieren, zugelassen. Die genaue Einteilung der Musikzüge in die jeweilige Klasse hängt von der Besetzung der Nebeninstrumenten ab. In der traditionellen Klasse sind neben den Naturtrompeten lediglich Tenortrommeln sowie Pauken zugelassen, in der erweiterten Klasse sind neben sämtlichen Schlaginstrumenten auch Hörner zugelassen. Auch hier dürfen keine Instrumente mit Ventilen eingesetzt werden.
Das derzeitige Reglement sieht vor, dass jeder Musikzug Musikstücke im konzertanten Stil vor einer dreiköpfigen Fachjury präsentiert. Verschiedene musikalische Bereiche wie Intonation, Dynamik, Rhythmik, Zusammenspiel, aber auch der Musik. Gesamteindrücke werden im Schulnotensystem von jedem Wertungsrichter bewertet. Der Durchschnitt aller gewerteten Noten ergibt die Endpunktzahl eines Vereins.
Nachfolger des DBV ist die Interessengemeinschaft Deutscher Musikverbände (IDM) Seit 2014 wird im Zweijahresrhythmus die GCM (German Championship of Music) ausgerichtet.

## Deutsche Meister
Die bisherigen Gewinner und damit „Deutsche Meister“ des DBV/IDM sind:
| Jahr | Ort                   | Naturton traditionell                                                                          | Naturton erweitert                                                                         |                                                           |
| ---- | --------------------- | ---------------------------------------------------------------------------------------------- | ------------------------------------------------------------------------------------------ | --------------------------------------------------------- |
| 1971 | Springe-Deister       | Fanfarenzug CVJM Hannover                                                                      | Fanfarenzug Salzgitter-Watenstedt                                                          |                                                           |
| 1972 | Ulm                   | Fanfarenzug Zeilsheim                                                                          | Spielmanns- u. Fanfarenzug Fürstenau                                                       |                                                           |
| 1973 | Zeilsheim             | Fanfarenzug Zeilsheim                                                                          | Spielmanns- u. Fanfarenzug Fürstenau                                                       |                                                           |
| 1974 | Lohmühle              | Fanfarenzug der Stadtkapelle Markgröningen                                                     | Fanfarenzug LCV Langendernbach                                                             |                                                           |
| 1975 | Moers                 | ???                                                                                            | ???                                                                                        |                                                           |
| 1976 | Mainz                 | Fanfarenzug Zeilsheim / Fanfarenzug Fränkische Herolde Neubrunn (punktgleich)                  | ???                                                                                        |                                                           |
| 1978 | Hösbach               | Fanfarenzug Fränkische Herolde Neubrunn                                                        | ???                                                                                        |                                                           |
| 1980 | Knesebeck             | Fanfarenzug Fränkische Herolde Neubrunn                                                        | Fanfarenzug Schaumburger Herolde                                                           |                                                           |
| 1982 | Celle-Garßen          | Fanfarenzug Fränkische Herolde Neubrunn                                                        | Fanfarenzug Schaumburger Herolde                                                           |                                                           |
| 1984 | Spenge                | Fanfarenzug Fränkische Herolde Neubrunn                                                        | Fanfarenzug LCV Langendernbach                                                             |                                                           |
| 1986 | Mühlhausen            | Fanfarenzug Fränkische Herolde Neubrunn                                                        | Fanfarenzug 1978 Buldern e. V.                                                             |                                                           |
| 1988 | Dülmen                | Fanfarenzug Fränkische Herolde Neubrunn                                                        | Fanfarenzug 1978 Buldern e. V.                                                             |                                                           |
| 1990 | Elmshorn              | Fanfarenzug Fränkische Herolde Neubrunn                                                        | Fanfarenzug des LCV Langendernbach                                                         |                                                           |
| 1992 | Fulda                 | Fanfarenzug Fränkische Herolde Neubrunn                                                        | Fanfarenzug 1978 Buldern e. V.                                                             |                                                           |
| 1994 | Wirges                | Fanfarenzug Fränkische Herolde Neubrunn / Fanfarenzug Turngemeinde Oberlahnstein (punktgleich) |                                                                                            |                                                           |
| 1996 | Magdeburg             | Fanfarenzug Fränkische Herolde Neubrunn                                                        |                                                                                            |                                                           |
| 1998 | Freyburg              | Fanfarenzug Fränkische Herolde Neubrunn                                                        |                                                                                            |                                                           |
| 2000 | Spenge                | Fanfarenzug Fränkische Herolde Neubrunn                                                        |                                                                                            |                                                           |
| 2002 | Lindau                | Fanfarenzug Fränkische Herolde Neubrunn / Fanfarenzug 1978 Buldern e. V. (punktgleich)         |                                                                                            |                                                           |
| 2004 | Mainz                 | Fanfarenzug 1978 Buldern e. V.                                                                 |                                                                                            |                                                           |
|      |                       | Fanfarencorps Raesfeld 1959 e. V. (Juniorenklasse)                                             |                                                                                            |                                                           |
| 2006 | Meinerzhagen          | Fanfarencorps Raesfeld 1959 e. V.                                                              |                                                                                            |                                                           |
|      |                       | Fanfarencorps Raesfeld 1959 e. V. (Juniorenklasse)                                             |                                                                                            |                                                           |
| 2008 | Plön                  | Fanfarencorps Raesfeld 1959 e. V.                                                              | Fanfarenzug 1978 Buldern e. V.                                                             |                                                           |
|      |                       |                                                                                                | Fanfarencorps Raesfeld 1959 e. V. (Juniorenklasse)                                         |                                                           |
| 2010 | Königslutter          | Fanfarenzug Holsterhausen ’53 e. V.                                                            | Fanfarenzug Fränkische Herolde Neubrunn                                                    |                                                           |
|      |                       |                                                                                                | Fanfarenzug 1978 Buldern e. V. (Juniorenklasse)                                            |                                                           |
| 2012 | Erfurt                | Fanfarenzug Turngemeinde Oberlahnstein                                                         | Fanfarenzug Turngemeinde Oberlahnstein / Fanfarencorps „Landsknechte“ Halver (punktgleich) |                                                           |
| 2014 | Alzey                 | Fanfarenzug Turngemeinde Oberlahnstein                                                         | Fanfarenzug Turngemeinde Oberlahnstein                                                     |                                                           |
| 2016 | Lindau/Harz           | Fanfarenzug Koblenz-Karthause 1964 e. V.                                                       | Fanfarenzug Koblenz-Karthause 1964 e. V.                                                   | Fanfarenzug Koblenz-Karthause 1964 e. V. (Juniorenklasse) |
| 2018 | Frankfurt/Großzimmern | Fanfarenzug des Musikverein Tamm e. V.                                                         | Fanfarenzug des Musikverein Tamm e. V.                                                     |                                                           |

### Offizielle Deutsche Meisterschaften der Spielleute
Träger des Wettbewerbes „Offene Offizielle Deutsche Meisterschaften der Spielleute“ ist die Bundesvereinigung Deutscher Musikverbände e. V. (BDMV).
In der Besetzungsgruppe 3 Naturtonensembles sind alle Naturtonblechblasinstrumente (mit/ohne Umstellventil) und alle Schlaginstrumente zugelassen.
Für die Besetzungsgruppe gibt es eine Unterteilung in zwei Ligen, die durch die Schwierigkeitseinstufung der Musiktitel festgelegt wird.
- Konzertwertung 1. Liga (Qualifikation erforderlich), Musiktitel der Schwierigkeitskategorien 4–6
- Konzertwertung 2. Liga (Qualifikation erforderlich), Musiktitel der Schwierigkeitskategorien 1–3

2007 fand die erste Deutsche Meisterschaft der Spielleute im Rahmen des Deutschen Musikfestes in Würzburg statt. Seitdem werden diese Meisterschaften alle drei Jahre ausgespielt.
| Jahr | Ort       | Besetzungsgruppe         | Deutscher Meister                       |
| ---- | --------- | ------------------------ | --------------------------------------- |
| 2007 | Würzburg  | Naturtonensembles Liga 1 | Fanfarenzug Fränkische Herolde Neubrunn |
| 2010 | Rastede   | Naturtonensembles Liga 1 | Fanfarenzug Fränkische Herolde Neubrunn |
| 2013 | Chemnitz  | Naturtonensembles Liga 1 | Fanfarenzug Fränkische Herolde Neubrunn |
| 2016 | Rastede   | Naturtonensembles Liga 1 | Fanfarenzug 1978 Buldern e. V.          |
| 2019 | Osnabrück | Naturtonensembles        | Fanfarenzug 1978 Buldern e. V.          |

2010 errang der Fanfarenzug Fränkische Herolde Neubrunn den Titel in beiden Verbänden
- Deutscher Meister Naturton erweitert (DBV) in Königslutter
- Deutscher Meister Naturtonensembles (BDMV) in Rastede

## Rekorde
| Rang | Verein                                     | Bundesland          | Meisterschaften | 0Jahre0 |
| ---- | ------------------------------------------ | ------------------- | --------------- | --- |
| 1    | Fanfarenzug Fränkische Herolde Neubrunn    | Bayern              | 18              | 1976, 1978, 1980, 1982, 1984, 1986, 1988, 1990, 1992, 1994, 1996, 1998, 2000, 2002, 2007 (BDMV), 2010, 2010 (BDMV), 2013 (BDMV) |
| 2    | Fanfarenzug 1978 Buldern e. V.             | Nordrhein-Westfalen | 11              | 1985 (Junioren), 1986, 1987 (Junioren), 1988, 1992, 2002, 2004, 2008, 2010 (Junioren), 2016 (BDMV), 2019 (BDMV)                 |
| 3    | Fanfarenzug Turngemeinde Oberlahnstein     | Rheinland-Pfalz     | 5               | 1994, 2012, 2012, 2014, 2014 |
|      | Fanfarencorps Raesfeld 1959 e. V.          | Nordrhein-Westfalen | 5               | 2004, 2006, 2008 |
| 5    | Fanfarenzug Koblenz-Karthause 1964 e.V.    | Rheinland-Pfalz     | 3               | 2016 |
|      | Fanfarenzug LCV Langendernbach             | Hessen              | 3               | 1974, 1984, 1990 |
| 7    | Spielmanns- und Fanfarenzug Fürstenau      | Nordrhein-Westfalen | 2               | 1972, 1973 |
|      | Fanfarenzug des 1. Zeilsheimer KC          | Hessen              | 2               | 1972, 1973 |
|      | Fanfarenzug Schaumburger Herolde           | Niedersachsen       | 2               | 1980, 1982 |
|      | Fanfarenzug des Musikverein Tamm e.V.      | Baden-Württemberg   | 2               | 2018, 2018 |
| 11   | Fanfarencorps Landsknechte Halver          | Nordrhein-Westfalen | 1               | 2012 |
|      | Fanfarenzug Holsterhausen ’53 e. V.        | Nordrhein-Westfalen | 1               | 2010 |
|      | Fanfarenzug der Stadtkapelle Markgröningen | Baden-Württemberg   | 1               | 1974, (Junioren 1976, 1977, 1978)                                                                                               |
|      | Fanfarenzug Salzgitter Watenstedt          | Niedersachsen       | 1               | 1971 |
|      | Fanfarenzug CVJM Hannover                  | Niedersachsen       | 1               | 1971 |

Der Fanfarenzug der TGO Lahnstein hat es geschafft, als erster Verein zwei Meistertitel in beiden Kategorien zu erringen. Ebenfalls Rekord. Auch im Jahr 2014 errang der Fanfarenzug der TGO 2 Meistertitel in beiden Kategorien in der neu gegründeten German Championship of Music.
Der Fanfarenzug Koblenz-Karthause 1964 e.V. hat als erster Verein drei Meistertitel in beiden Kategorien und in der Jugendklasse errungen und ist damit der erste Verein, der bei den German Championship of Music drei Titel an einem Wochenende erringen konnte.